# Шарф, Иван Иванович
Иван Иванович Шарф (9 мая 1930 года, Калинино, Миллеровский район, Ростовская область, РСФСР, СССР — 21 января 2008 года, Акмол, Целиноградский район, Акмолинская область, Казахстан) — генеральный директор Целиноградского производственного объединения по птицеводству, Герой Социалистического Труда (1986). Депутат Верховного Совета Казахской ССР. Член Президиума Верховного Совета Казахской ССР. Общественный деятель немецкого движения в Казахстане.

## Биография
Родился в 9 мая 1930 года в селе Калинино Ростовской области.
Закончил Целиноградский зоотехнический техникум. В 1959 году окончил Целиноградский педагогический институт.
Работал учителем в Алексеевском районе, потом — директором совхоза «Дальний» Есильского района Целиноградской области.
В 1972 году окончил Целиноградский сельскохозяйственный институт.
С 1959 года по 1979 год был начальником Есильского управления сельского хозяйства.
В 1970 году был назначен директором совхоза «Акмолинский», которое позднее было преобразовано в производственное объединения «Акмола-Феникс». Был его директором до своей смерти в 2008 году.
В августе 1975 года был назначен директором Целиноградского производственного объединения по птицеводству. В 1975 году получил научное звание кандидата экономических наук.
Был удостоен в 1986 году звания Героя Социалистического Труда за выдающиеся заслуги в организации сельского хозяйства.
Основал в Астане немецкое общество «Видергебурт». Основал в селе Акмол Мемориально-музейный комплекс памяти жертв политических репрессий и тоталитаризма.
Скончался 21 января 2008 года в селе Акмол.

## Память
- В селе Акмол установлена мемориальная табличка, посвящённая Ивану Ивановичу Шарфу.

## Награды
- Герой Социалистического Труда (1986);
- Орден Ленина (1986).
- Орден Октябрьской Революции;
- Орден Знак Почёта.